# Cassina di Donato del Conte
Cassina di Donato del Conte (Cassina de Donaa del Cont in dialetto milanese) è una località di 11 abitanti appartenente al comune di Gaggiano in provincia di Milano. Ancora oggi non è che una cascina isolata posta molto ad ovest del centro abitato, verso Abbiategrasso.

## Geografia fisica

### Territorio
Il borgo di Cassina Donato del Conte è caratterizzato da un ambiente prevalentemente pianeggiante, tipico della Pianura padana, con avvallamenti solo nei pressi di fontanili e corsi d'acqua, prevalentemente adatto a boschi o coltivazioni, che occupano buona parte la parte settentrionale del territorio della località.
Il territorio di Cassina Donato del Conte confina a ovest ed a nord con il comune di Albairate, a est con la frazione di Fagnano del comune di Gaggiano, a sud con il comune di Vermezzo.

### Geologia ed idrografia
Il terreno è geologicamente composto da terreni alluvionati terrazzati e da depositi eolici oltre che da travertini, la cui formazione è da ricondurre al Pleistocene (2,58 milioni - 11.700 anni fa). Esso è particolarmente ricco di argille naturali che sono state nel tempo impiegate anche per scopi edilizi nella zona.
Idrograficamente è notevole la presenza in gran quantità di risorgive naturali costituenti uno degli aspetti principali del borgo, in particolare il fontanile Verdesio o Verdese che ha origine nella frazione gaggianese di Fagnano e che continua poi il suo corso attraversando il territorio della cascina e proseguendo verso sud sino al comune di Gaggiano.

## Etimologia
A lungo si è discusso nei secoli sulla titolazione a Donato del Conte della cascina, nome con cui essa è tradizionalmente nota. Secondo un antico mito oggi sfatato, la cascina era proprietà di Donato del Conte (alias Donato Borri), generale dell'esercito di Casa Sforza, prima di essere requisita dallo Stato nel 1477, allorquando Donato fu incarcerato e morì in circostanze mai chiarite durante un tentativo di evasione. Donato era stato infatti fatto condannare da Cicco Simonetta per aver fatto parte di un presunto complotto volto ad uccidere la duchessa Bona di Savoia e compiere un colpo di Stato contro suo figlio il giovanissimo duca Gian Galeazzo Maria Sforza. Secondo alcune voci, le accuse contro Donato sarebbero state un artifizio dello stesso Cicco, impegnato a consolidare il suo potere di ministro favorito facendo terra bruciata intorno a sé, ben conoscendo l'ostilità dell'aristocrazia milanese verso un personaggio così influente e per di più calabrese. Secondo altre ipotesi, Donato sarebbe stato realmente parte del complotto, essendosi fatto manovrare da Ludovico il Moro il quale avrebbe mandato avanti i congiurati senza compromettersi personalmente.
Sull'architrave della chiesetta presente nel complesso della cascina si trova però incisa la seguente frase latina:
Risulta quindi chiaro che la chiesa venne costruita e terminata dopo la morte del primo Donato Dal Conte e che quindi il munifico mecenate non poteva essere lo stesso e questo parrebbe confermato dall'indicazione "magistris ducalium intratarum", una carica amministrativa per la quale erano necessarie delle conoscenze specifiche per i meccanismi burocratici di funzionamento dello stato milanese e della sua finanza. Quest'ultimo Donato Dal Conte fu un altro personaggio realmente esistito ed effettivamente nominato magister il 7 settembre 1482, cioè poco dopo la fine della costruzione dell'oratorio della cascina.
Se nel caso del primo "del Conte" era un mero soprannome, nel caso del secondo si tratta di un vero e proprio cognome.
Il Donato Del Conte proprietario della cascina fece poi testamento nel 1491, dato che sembrerebbe definitivamente attribuire a lui la paternità della costruzione del borgo e della chiesa.

## Storia

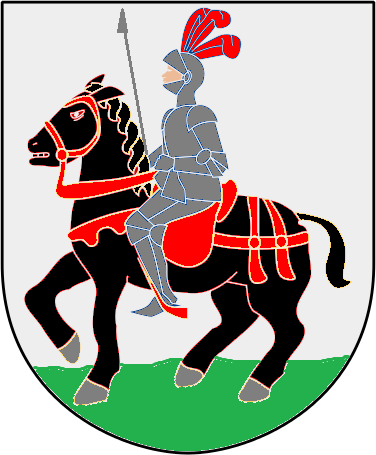
Stemma della famiglia Del Conte a lungo feudataria del borgo

Gli ornamenti esteriori dello stemma del comune di Cascina Donato del Conte sotto il Regno d'Italia nel 1805, quando venne classificato dall'amministrazione napoleonica come comune di III classe

Con la denominazione di Cassina o Cascina di Donato del Conte, l'attuale frazione di Gaggiano fu un tempo un antico comune indipendente del Milanese anche se alcuni studiosi hanno evidenziato come l'area fosse abitata già dall'XI secolo quando l'intero complesso agricolo era compreso nel territorio dello scomparso villaggio di Verdesiacum (oggi territorio di Albairate). La località, nel XV secolo, venne infeudata all'amministratore sforzesco Donato Dal Conte (da non confondersi col più celebre condottiero omonimo che morì nel 1477) che acquistò tali beni dalla Regia Camera di Milano che li aveva incamerati a sua volta dalla privazione del cortigiano Zanino Barbato.
Nel 1757, dai rilevamenti del Catasto Teresiano, si apprende che il territorio comunale era composto di 2042 pertiche di terreno totali e che il maggior proprietario era l'amministrazione comunale stessa, i cui console e cancelliere risiedevano nella vicina località di Vermezzo, mentre l'esattore delle imposte era una carica affidata con asta pubblica. Ancora in quest'epoca, il comune era sottoposto a feudalità ma era stato legato nel tempo al comune di Rosate dove il feudatario risiedeva e da dove eleggeva ogni due anni il console in sua rappresentanza. In base al censimento voluto nel 1771 dall'imperatrice Maria Teresa, si ricava il dato secondo il quale la cascina contava 506 anime. Alla proclamazione del Regno d'Italia nel 1805, venne decretato comune di III classe e risultava avere 118 abitanti, essendosi quindi spopolato. Nel 1809 fu soppressa con regio decreto di Napoleone Bonaparte ed annessa a Fagnano, la quale fu poi nel 1811 a sua volta soppressa e sottoposta all'amministrazione comunale di Gaggiano. Il Comune di Cassina di Donato del Conte fu quindi ripristinato con il ritorno degli austriaci, i quali tornarono però sui loro passi nel 1853 annettendolo a Fagnano, dalla cui parrocchia da sempre dipendeva e che successivamente entrerà a far parte di Gaggiano.
Alla fine dell'Ottocento, gli abitanti erano 76, divisi in dodici famiglie che risiedevano sostanzialmente nella cascina del borgo, ma essi risultavano già scesi a 69 nel 1901. Da dopo la seconda guerra mondiale, con lo spopolamento delle cascine, le famiglie residenti si sono ridotte ulteriormente e ancora di più a partire dagli anni '60 con il primo boom economico. Al 2001 le famiglie erano tre con 11 abitanti in tutto.

## Edifici notevoli

### Oratorio della Beata Vergine Maria

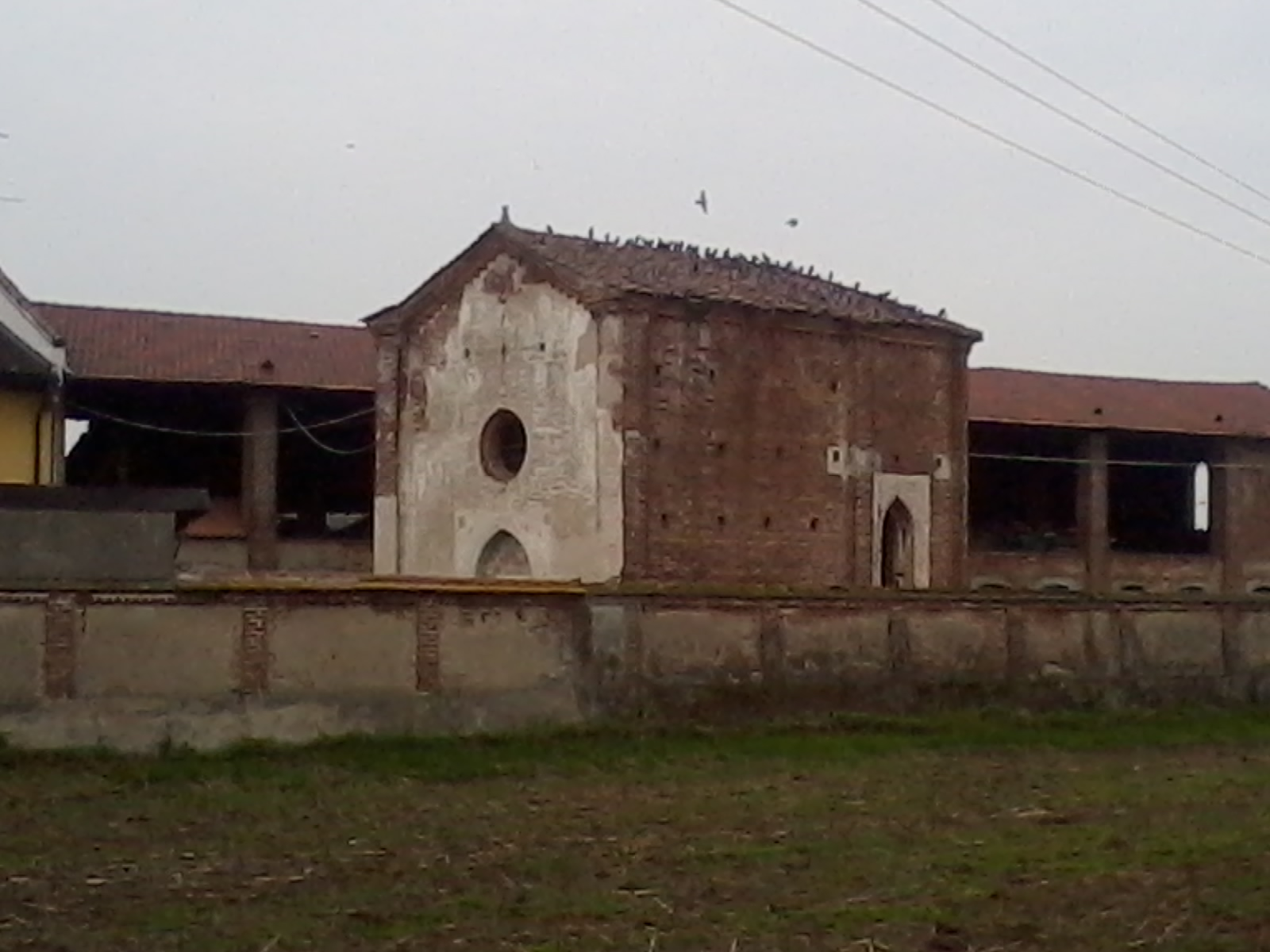
L'oratorio visto dall'alzaia del Naviglio Grande

L'edificazione dell'oratorio annesso alla cascina di Donato del Conte venne eretto alla fine del quattrocento per volere dello stesso nobiluomo proprietario dell'intero complesso e l'edificio, come ricorda un'incisione ancora oggi visibile sopra il portale d'ingresso, venne terminato nell'agosto del 1482.
La struttura, in stile gotico, un tempo era particolarmente ricca di affreschi risalenti al XV secolo; oggi conserva solo parte delle tracce delle antiche pitture: una Madonna col Bambino che sovrasta la lunetta del portale, oltre a quattro figure di santi tra cui si riconoscono San Cristoforo e Sant'Antonio abate. All'interno della chiesa si può trovare una crocifissione nei pressi dell'abside, oltre agli stemmi della famiglia Del Conte e Della Croce (a cui apparteneva la moglie di Donato, Caterina).
Dopo secoli di abbandono, l'oratorio venne acquistato assieme all'intera cascina dalla famosa cantante lirica Giuditta Pasta, la quale dopo poco tempo lo vendette al senatore Giuseppe Mussi, il cui erede e fratello Francesco ne fece poi dono all'Ospedale di Abbiategrasso.

## Società

### Evoluzione demografica
"Abitanti censiti"